# Cimade
Die Cimade – Service œcuménique d’entraide (deutsch „Ökumenischer Dienst zur Unterstützung“), auch Comité inter-mouvements auprès des évacués („Überparteiliches Komitee für Flüchtlinge“), ist eine Nichtregierungsorganisation in Frankreich, die sich für Ausländer einsetzt. Sie ist Mitglied der Fédération protestante de France.

## Aufgabenbereiche
Die Cimade engagiert sich in den Bereichen
- Juristische Unterstützung: rechtliche Hilfe für Ausländer in Verwaltungshaft (Aufnahmelagern), Unterhalt von sanitären und sozialen Einrichtungen, Hilfen zur Integration. Diese Aktivitäten werden durch Finanzmittel der öffentlichen Hand finanziert.
- Aufnahme von Ausländern und Integration: Begleitung von Ausländern mit dauerhafter Aufenthaltsgenehmigung, internationale Solidaritätsaktionen, Intervention in Gefängnissen und Lagern, Sensibilisierung der Öffentlichkeit und der Politik für die Aufgaben der Organisation. Diese Aktionen werden vor allem aus Eigenmitteln der Organisation finanziert.

Gemäß ihren Statuten ist die Cimade „mit denen solidarisch, die leiden, die unterdrückt und ausgebeutet werden, und wird sie verteidigen, unabhängig von ihrer Nationalität, Herkunft, politischen oder religiösen Standpunkten“. Im Besonderen kämpft die Organisation gegen Rassismus und achtet genau darauf, dass die Persönlichkeitsrechte und die Würde ihrer Schützlinge respektiert werden, gleich wie ihre Situation auch sein mag. Die Cimade vereinigt in diesem Bestreben Menschen aus verschiedensten nationalen, konfessionellen, philosophischen und politischen Herkünften.
Wenngleich die Cimade ursprünglich eine religiöse Vereinigung war, ist ihre Ausrichtung heute von Grund auf säkular. Sie respektiert die religiöse Orientierung und die Weltanschauungen ihrer Schützlinge und definiert sich nicht durch die religiöse Motivation oder bestimmte Theologien, sondern durch die Aktivitäten ihrer Mitarbeiter, die ganz unterschiedlichen Glaubensrichtungen angehören.
Im Juni 2013 wurde Geneviève Jacques, eine langjährige Mitarbeiterin und ehemalige Generalsekretärin der Organisation, Präsidentin. Ihr folgte 2018 Christophe Deltombe im Amt. Am 4. Juli 2020 wurde der bisherige Leiter des Cimade-Regionalverbands Île-de-France, Henry Masson, zum neuen Präsidenten gewählt. Mit Stand vom September 2024 bekleidet er das Amt immer noch.

## Geschichte

### Anfänge: Flüchtlinge aus Elsass-Lothringen
Im September 1939, im Zuge des Kriegseintritts gegen Deutschland, erfolgten die Evakuierungen aus dem Elsass und Lothringen in den Südwesten Frankreichs (Haute-Vienne, Dordogne, Landes, Lot-et-Garonne, Gers). Dadurch begann für diese etwa 200.000 Personen eine lange Zeit des Exils unter schwierigen Umständen. Die – oft deutschsprachigen – Alsaciens et Lorrains, wurden als Fremde wahrgenommen und mit Abwehrreaktionen der Einheimischen konfrontiert. Hinzu kam, dass die Bevölkerung in Elsass und Lothringen überwiegend protestantisch war, während die aufnehmenden Departements überwiegend katholisch geprägt waren.
Eine protestantische Theologin aus dem Elsass, Suzanne de Dietrich, Mitglied des Weltkomitees der Unions de jeunes filles, unternahm eine Reise in die Gebiete im Südwesten. Ende September 1939 bildeten sich Gruppen mit Freiwilligen die als „Comité inter-mouvements (CIM)“ in den Südwesten Frankreichs (Périgueux, Haute-Vienne …) gingen. Im März 1940 entstand daraus „der“ Cimade, unter dem Vorsitz von Jane Pannier. Auf Wunsch von Marc Boegner wurde Madeleine Barot zur Generalsekretärin ernannt.

### Internierungslager für Ausländer
Ab August 1940 betätigte sich La Cimade im Camp de Gurs, in dem damals viele verschiedene Ausländer festgehalten wurden: Zigeuner, Kommunisten, politische Flüchtlinge, deutsche Intellektuelle, die vor dem Nazi-Regime geflohen waren, Osteuropäer, die von der Wehrmacht geschickt worden waren und andere. La Cimade unterstützte auch Juden die vor Verfolgungen auf der Flucht waren und kümmerte sich ab 1940 vor allem um deren Aufnahme in Le Chambon-sur-Lignon mit Unterstützung der protestantischen Gemeinden und dem „Comité de Nîmes“. Zusammen mit anderen Hilfsorganisationen kümmerte sich Cimade auch um die Internierten im Frauen-Internierungslager Brens und unterstützten dort unter anderem die Einrichtung einer Kultur- und Freizeitbaracke.
Ab 1943, nach der Einnahme der „Zone Sud“, erweiterte die Vereinigung ihre Arbeit um die Herstellung von gefälschten Papieren und die Verschickung von bedrohten Juden in die Schweiz.

### Nach dem Zweiten Weltkrieg
In Deutschland engagierten sich verschiedene Freiwilligentrupps der Cimade ab 1946 in Mainz und Berlin, in Flüchtlingslagern für Flüchtlinge aus Osteuropa. 1951 startete Madeleine Barot eine Mission in den Flüchtlingslagern der Palästinenser im Libanon, in Syrien und in Jordanien. 1955 begannen zwei Krankenschwestern einen medizinischen Dienst in Dakar. Ab 1967 engagierte sich die Cimade in den Bemühungen um einen gerechten Frieden zwischen Israelis und Palästinensern.
1956 wurde auch der erste „poste“ in Frankreich, in der Rue d’Aix in Marseille, später in den Camps Grand Arenas, Colgate und Grande Bastide eingerichtet. 1959 wurde ein Posten in Paris eröffnet und 1962 in Lyon. In diesen Büros werden vor allem Alphabetisierungskurse, Französischkurse, schulische Nachhilfekurse, aber auch Nähkurse angeboten.
Seit 1957 engagierten sich Mitarbeiter der Cimade in den „Centres d’Assignation“, in denen vor allem Algerier festgehalten wurden. 1958 wurde ein erster Posten der Cimade in Algier (Clos Salembier) eingerichtet.

### In den 1960ern
Am Beginn der 1960er wurden die Dienstleistungen neu eingeteilt und Prioritäten gebildet. Zu den zentralen „Diensten“ (services centraux) wurden Direction, Services généraux, Éducation œcuménique (Ökumenische Bildung) und Cours interconfessionnels (interkonfessionelle Programme) gezählt. Die einzelnen Sektoren waren damals:
- „le secteur des réfugiés“ Flüchtlingsarbeit: aufgeteilt in sieben „Missions“ (Immigration, Émigration, Réfugiés Viêt Nam (Flüchtlinge aus Vietnam), Vestiaire (Kleiderkammer), Centres d’hébergement (Unterkünfte), Distribution de vivres (Verteilung von Lebensmitteln), Cours (Kurse), Ciné-club (Film-Club));
- „le secteur nord-africain“ – Nordafrikanischer Sektor: Der Nordafrikanische Sektor organisierte Hilfsprogramme sowohl in Frankreich (camps d’assignation à résidence; Marseille, Paris 14e, 15e, Lyon) als auch in Algerien (centres de regroupement; Algier, Medea, Sidi Nahmane, Belkitane);
- Coudekerque (Nord): Fortsetzung der Aufklärungs- und Bildungsarbeit, die in der Kriegszeit begonnen wurde;
- Dakar: Eröffnung einer Klinik;
- la Maison internationale des étudiants de Sèvres: Ein Wohnheim für internationale Studenten;
- le service des prisons et libérés: Resozialisierung von Häftlingen und Freigelassenen nach einer Reform des Strafrechts;
- le service des sinistrés d’urgence: Notfalldienste.

Außerdem führte die Organisation ein Aufnahmezentrum in Sucy-en-Brie, sowie Altenheime für russische Flüchtlinge in Cannes, Saint-Raphaël und Perreux-sur-Marne. 1970 wurde der Poste de Strasbourg eröffnet. Roby Bois, der spätere Generalsekretär der Cimade (1973–1984), der den Algerienkrieg miterlebt hatte, war in dieser Zeit besonders aktiv.
Nach der Unabhängigkeit Algeriens blieben die Mitarbeiter im Land und arbeiteten im Comité chrétien de service en Algérie (CCSA – Christlichen Komitee für Dienste in Algerien), gegründet vom Ökumenischen Rat der Kirchen. 1966 eröffnete die Cimade ein Büro im Lager von Sainte-Livrade-sur-Lot, in dem Harkis und Rückkehrer aus Indochina untergebracht waren. Zusätzlich besuchten Mitarbeiter die Lager in Saint-Laurent-des-Arbres und Saint-Maurice-l’Ardoise.

### In den 1970ern
Anfang der 1970er wurde die Vereinigung erneut reorganisiert. Es wurde eine Direction geschaffen, die aus Rat, Leitungskomité und einem Generalsekretär bestand, sowie den nationalen Diensten und den Teams.
Die Nationalen Dienste (services nationaux) unterteilten sich in „Technische Dienste“ (services techniques – émigration, immigration, régularisation, étudiants, alphabétisation, artisanat, assistance et urgences, prisons) und „Verwaltungsdienste“ (services administratifs – comptabilité (Buchhaltung), secrétariat, reprographie (Vervielfältigung), standard, Grenelle (Konsultation)), sowie „Spezielle Dienste“ (services spécialisés – information, documentation, fichier (Archiv), personnel et bénévoles (Mitarbeiter und Ehrenamtliche), développement).
Die Équipes (Teams) wurden gruppiert in die Sektoren Tiers-Monde (Dritte Welt – Dakar, CCSA Algérie, Proche-Orient), Réfugiés (Paris, Massy), Migrants (Saint-Denis, Nanterre, Sucy, Paris, Lyon, Strasbourg, Korsika, Marseille Dames, Marseille Arenc) und Entraide (Eingliederungshilfen – Harkis, Sainte-Livrade, service orthodoxe, reference ages, Cannes).
Ab 1964 und seit dem ersten Eintreffen politischer Flüchtlinge aus Brasilien verfolgte la Cimade die Situation in Lateinamerika. Seit 1973 engagierte sie sich in der Aufnahme von Flüchtlingen aus Chile, sowie unter der Leitung von André Jacques, auch für Flüchtlinge aus Mosambik, Griechenland, Angola u. a. Ab 1975 lag der Schwerpunkt dabei auf Flüchtlingen aus Indochina. Vorrangig war dabei ein Sprachprogramm (FAS), welches vom Staat finanziert wurde.

### In den 1980ern
1984 gab es eine erneute Reorganisation. Dem Generalsekretär wurde ein „Service d’administration“ unterstellt und es gab eine „Groupe ‚droits de l‘homme‘“ sowie regionale Büros (Paris, Lyon, Marseille, Montbéliard, Montpellier, Strasbourg). Darüber hinaus kümmerte sich eine „Équipe de direction“ neben dem Generalsekretär um die Abteilungen Communication, Développement und Étrangers („défense des droits – accueil“, „actions économiques et culturelles“, „foyer de Massy“).

### In den 1990ern
1991 wurden zusätzlich regionale Einheiten geschaffen. Die nationale Organisation umfasste das Generalsekretariat, den Service administratif et financier und la communication. Auf nationaler Ebene arbeitete das Büro „Défense des droits des étrangers“, und das Büro „Défense des étrangers en rétention“ (DER), die Sprachprogramme, ein Frauenprogramm (programme femmes) und der „Service des solidarités internationales“.
Die „Équipes régionales“ wurden in der Île-de-France (Batignolles, Trévise, Massy) eingerichtet, Méditerranée (Marseille, Montpellier, Nizza, Perpignan), Centre Alpes Rhône (Lyon, Clermont-Ferrand), Est (Ost – Strasbourg, Montbéliard, Besançon), Sud-Ouest (Südwest – Toulouse, Bordeaux), Ouest (West – Nantes) und Nord (Lille).
Vor Ort organisierten Lokalen Gruppen die Aktivitäten.

## Gegenwart

### Ausländerrechte (Droits des étrangers)
Heute engagiert sich die Cimade in der Rechtshilfe für Ausländer und Immigranten, vor allem für illegale Einwanderer an der Seite anderer Organisationen wie der Groupe d’information et de soutien des immigrés (GISTI).
Insgesamt kämpft die Cimade zusammen mit der Dachorganisation Migreurop für eine Verbesserung der Situation. In diesem Zusammenhang versucht sie ein öffentliches Bewusstsein zu erschaffen, unter anderem mit dem Festival „Migrant’scène“ sowie mit Plädoyers bei Abgeordneten, Ministern und Ämtern.

### Verwaltungsgewahrsam (Rétention administrative)
Aufgrund einer Vereinbarung mit dem Ministère du Travail, de l’Emploi, de la Formation professionnelle et du Dialogue social war die Cimade zwischen 1984 und 2009 die einzige nichtstaatliche Organisation, die im Centre de rétention administrative en France der Hauptstadt tätig war. Zunächst gedacht zur Hilfe in materiellen Belangen, entwickelte sich die Aufgabe schnell hin zu juristischer Unterstützung für Abschiebehäftlinge (Reconduite à la frontière) und zur Dokumentation der Haftbedingungen.
Seit 2010, nach der Verabschiedung eines Übereinkommens mit dem Ministère de l’Intérieur kümmern sich nunmehr 5 Verbände um die Häftlinge in den französischen Zentren und den Zentren in Outre-mer (ohne Mayotte). Ende 2013 war die Cimade in 14 Zentren präsent, 2014 noch in 11 Zentren. Sie bietet Rechtsbeistand für die Häftlinge an.
Die Mission der „Défense des étrangers retenus“ (DER) ist seit 2010, seit die Haft in die Hand der Regionen gelegt wurde, vor allem die Verteidigung der Menschenrechte. Die Angestellten der Cimade besuchen die Häftlinge, klären sie über ihre Rechte auf und halten den Kontakt zur Außenwelt, speziell zu den Familienangehörigen. Darüber hinaus berichten sie dem Ministère du Travail, des Relations sociales, de la Famille, de la Solidarité et de la Ville über die Haftbedingungen.

### Unterkünfte (Hébergement)
La Cimade führt zwei Unterkünfte:
- le centre de Massy: im Vorort von Paris als Centre provisoire d’hébergement (CPH), vor allem für Flüchtlinge
- le centre de Béziers: ein Centre d’accueil de demandeurs d’asile en France (CADA).

## Verankerung im Protestantismus
Am Beginn der Arbeit spielte die Evangelisation und Glaubensverbreitung eine entscheidende Rolle. Der Vorgänger der Cimade, das Comité inter-mouvements (CIM) entstand aus drei protestantischen Organisationen: la Fédération universelle des associations chrétiennes d’étudiants (FUACE – Christlicher Studentenverband), les Unions chrétiennes de jeunes gens et jeunes filles (UCJ – CVJM) und Fédération des éclaireurs et éclaireuses unionistes (EU – Pfadfinder). Das Hauptziel der Organisation war 1940 „Zeugnis für das Evangelium für die Jugend Frankreichs, die durch den Krieg geprüft wurde“. Diese Haltung wurde nochmals am 10. März 1950 wiederholt. Damals hieß es, die Cimade kann nicht helfen, ohne zu evangelisieren.
Die Verknüpfung mit dem Protestantismus war immer eines der Hauptmerkmale der Vereinigung, die sich selbst als ökumenisch verstand und nach und nach säkularer wurde. Marc Boegner, der Präsident der Cimade (1944–1955), war zu gleicher Zeit Leiter der Fédération protestante de France. Jacques Maury und Jacques Stewart waren beide Präsidenten der Fédération protestante de France bevor sie die Leiter der Cimade wurden.

## Politische Ausrichtung
Von Anfang an sieht sich la Cimade auch als politische Organisation im Gegensatz zur Neutralität, die von anderen Organisationen, wie z. B. dem Internationalen Komitee des Roten Kreuzes (IKRK) vertreten wird. In Solidarität mit der Bekennenden Kirche erarbeiteten Madeleine Barot, die damalige Generalsekretärin, zusammen mit Suzanne de Diétrich, George Casalis und anderen die an die Barmer Theologische Erklärung von 1934 angelehnten Thesen von Pomeyrol, in denen die Grenzen des Gehorsams gegenüber dem Staat, die persönlichen Freiheiten und das Ende der Kollaboration definiert wurden.
In den 1970er Jahren näherten sich die Verantwortlichen der Befreiungstheologie und teilweise marxistischen Idealen an. Dabei wurden beispielsweise Länder mit kommunistischem Regime niemals kritisiert, sehr wohl aber alle anderen autoritären Regierungen in Lateinamerika. 1980 wurde Madeleine Barot zur Vize-Präsidentin der ACAT (Action des Chrétiens pour l’abolition de la torture) ernannt, die sich lange Zeit auf die lateinamerikanischen Diktaturen konzentriert hatte; und der Generalsekretär Jacques Beaumont (1956–1968) unterstützte öffentlich den Widerstand der Kurden im Irak und die Guerillaaktionen der SWAPO (South West Africa People’s Organisation) gegen Südafrika und Namibia.
Daneben engagieren sich die Leiter der Cimade oft selbst in der Politik. Der frühere Leiter der UNEF (Union nationale des étudiants de France) Patrick Peugeot, der von 2006 bis 2013 Präsident war, ist ein aktives Mitglied der Parti socialiste.

### Gesetzesinitiativen
2006 startete die Cimade eine Kampagne mit dem Titel „Assez d’humiliation, les migrants sont notre monde!“ („Genug der Erniedrigung, Migranten sind unsere Welt!“). Die Kampagne sollte öffentlichkeitswirksam auf die Ungerechtigkeiten und Erniedrigungen hinweisen, denen Migranten heute ausgesetzt sind. Die Kampagne gipfelte 2007 in der Veröffentlichung von 75 Thesen für eine „Politik der Immigration in Gerechtigkeit und reiflicher Überlegung“. Laurent Giovannoni, der damalige Generalsekretär, präsentierte das Projekt den französischen Präsidentschaftskandidaten von 2007 als alternatives Gesetzwerk zum bisherigen Einwanderungsgesetz.
2011 veröffentlichte die Cimade „40 propositions“ (40 Vorschläge) unter der Überschrift Inventer une politique d’hospitalité (dt. „Erfindung einer Politik der Gastfreundschaft“).

### Zusammenarbeit mit anderen Organisationen
Im Laufe ihrer Geschichte übernahmen Mitarbeiter der Organisation immer wieder wichtige Aufgaben bei der Gründung von Menschenrechtsorganisationen, z. B. bei der Groupe d’information et de soutien des immigrés (GISTI), bei Forum Réfugiés und France terre d’asile. Und sie ist selbst Mitglied in verschiedenen Verbänden wie RomEurope, Migreurop, Boat for People. Im Projekt Loujna arbeitet sie speziell mit afrikanischen Verbänden zusammen, die Migranten in Ostafrika und im Maghreb betreuen.

## Finanzierung
Seit etwa 2005 speist sich das Budget der Cimade zu großen Teilen aus Steuermitteln, wobei der Anteil der Privatspenden anwächst. Laut der Inspection générale des affaires sociales ist die Vereinigung gekennzeichnet durch eine starke Abhängigkeit von öffentlichen Mitteln. Daraufhin wurde versucht, die Finanzierungen besser zu verteilen. 2008 und 2009 wurde beispielsweise der Anteil der privaten Finanzierung durch den Verkauf des Hauptsitzes aufgebessert.
Zur Erhaltung ihrer Glaubwürdigkeit ließ sich die Organisation vom Comité de la Charte zertifizieren. Dabei wurde vor allem die Transparenz der Buchführung garantiert.
Seit 2005 schwankt das Jahresbudget zwischen 6,5 und 10 Millionen EUR. Die Vereinigung zahlt etwa 100 feste Gehälter und hat ca. 2000 Mitglieder.

## Leiter
| Präsident | Generalsekretäre Secrétaires généraux |
| --- | --- |
| - 1940:00000 Jane Pannier - 1941–1944: Violette Mouchon - 1944–1968: Marc Boegner - 1968–1970: Daniel Atger - 1970–1983: Bernard Picinbono - 1983–1988: Alain Ruellan - 1988–1995: Jacques Maury - 1995–1997: Jean-Pierre Weben - 1997–2002: Bernard Picinbono - 2002–2006: Jacques Stewart - 2006–2013: Patrick Peugeot - 2013–2018: Geneviève Jacques - 2018–2020: Christophe Deltombe - 2020–0000: Henry Masson | - 1939–1940: Georgette Siegrist - 1940–1956: Madeleine Barot - 1956–1968: Jacques Beaumont - 1968–1974: Michel Wagner - 1974–1984: Roby Bois - 1984–1988: Marc Brunschweiler - 1988–1995: Geneviève Jacques - 1996–2003: Jean-Marc Dupeux - 2003–2005: Michel Forst - 2005–2010: Laurent Giovannoni - 2010–2011: Jérôme Martinez - 2012–2019: Jean-Claude Mas - 2019–2020: Cyrille de Billy - 2020–0000: Laurent Schlumberger |

Weitere Persönlichkeiten:
- André Dumas (1918–1996), französischer Pastor der Reformierten Kirche und Hochschullehrer.
- Suzanne de Dietrich (1891–1981), protestantische Theologin elsässischer Herkunft, die sich in der Ökumenischen Bewegung engagierte.
- Adolf Freudenberg (1894–1977), deutscher Diplomat und evangelischer Pfarrer.